# Nymphidium semiramis
Nymphidium semiramis är en fjärilsart som beskrevs av Hans Ferdinand Emil Julius Stichel 1924. Nymphidium semiramis ingår i släktet Nymphidium och familjen Riodinidae. Inga underarter finns listade i Catalogue of Life.